# فرودگاه فرگس (صحرایی یورگنسن)
فرودگاه فرگس (صحرایی یورگنسن) (به انگلیسی: Fergus (Juergensen Field) Airport) یک فرودگاه همگانی است که یک باند فرود چمن دارد و طول باند آن ۷۰۱ متر است. این فرودگاه در کشور کانادا قرار دارد و در ارتفاع ۴۴۲ متری از سطح دریا واقع شده است.